# Power Moves
Power Moves är ett album av rapparen South Park Mexican, släppt den 22 december 1998.

## Låtlista

### CD 1
1. Where My Soldiers At
2. Cali-Tex Connect
3. Illegal Amigos
4. West Coast, Gulf Coast, East Coast
5. El Jugador
6. Y Must I
7. Since Day 1
8. Studio Time
9. Power Moves
10. Holla Atcha Later
11. Pass The Killa
12. Peace Pipe
13. Wheel Watches
14. Ghetto Tales
15. Runaway
16. VIP

### CD 2 Screwed Up
1. Intro The Phone Call
2. The Forgotten Verse
3. Cali-Tex Connect
4. On Da Grind
5. Ghetto Tales
6. Y Must I
7. Holla Atcha Later
8. VIP (I Verse)
9. Mary Go Round
10. Wheel Watchers
11. Power Moves
12. Where My Soldiers At
13. Illegal Amigos
14. Since Day 1 (1 Verse)
15. Money Makin Houston
16. Shout Outs